# Montfort-sur-Risle
Montfort-sur-Risle är en kommun i departementet Eure i regionen Normandie i norra Frankrike. Kommunen ligger i kantonen Montfort-sur-Risle som tillhör arrondissementet Bernay. År 2022 hade Montfort-sur-Risle 778 invånare.

## Befolkningsutveckling
Antalet invånare i kommunen Montfort-sur-Risle
Referens:INSEE